# Vital Signs (låt)
Vital Signs är en låt av det kanadensiska progressive rock-bandet Rush. Låten släpptes som singel och återfinns på albumet Moving Pictures, släppt den 12 februari 1981.
Rush spelade låten live 462 gånger. Den sista gången var i juli 2011.